# Богдан, Сречко
Сречко Богдан (серб. Сречко Богдан; 5 января 1957, Мурско-Средишче, Югославия) — хорватский футболист, защитник, игрок сборной Югославии, тренер.

## Клубная карьера
Начал карьеру в своем родном городе, в команде «Рудар» (Мурско-Средишче), где провел три года. Затем перешёл в «Чаковец». После сезона с «Чаковцем», перешёл в «Динамо» (Загреб) в 1974 году и дебютировал на профессиональном уровне. В настоящее время занимает третье место в общем списке матчей клуба за «Динамо», в общей сложности 595 матчей, в которых забил 125 голов (играл за команду в период с января 1975 года по июнь 1985 года). Проведя в столице около десяти лет, отправился за границу в клуб «Карлсруэ», игравший во Второй немецкой бундеслиге. После двух лет в «Карлсруэ» стал частью команды, выигравшей «путёвку» в Бундеслигу и впоследствии сыграл 169 матчей за клуб в лиге в течение следующих шести сезонов, забив девять голов. Завершил карьеру в 1993 году.